# Kostel svatého Bartoloměje (Velký Šenov)
Kostel svatého Bartoloměje ve Velkém Šenově je římskokatolická sakrální stavba tvořící dominantu města. První kostel byl středověkého založení, ale dochovaná renesanční stavba pochází patrně ze 70. let 15. století a v 18. století prošla barokními úpravami. Od roku 2000 je chráněna jako kulturní památka České republiky. Vnější omítky, střecha věže a okolí kostela prošly roku 2015 rozsáhlou rekonstrukcí.
Jednolodní orientovanou stavbu zakončuje pětiboký presbytář s hranolovou věží. Loď je plochostropá, barokní a klasicistní mobiliář pochází převážně z 18. a 19. století. Obraz na hlavním oltáři znázorňuje umučení svatého Bartoloměje, vedlejší oltáře zdobí sochy Panny Marie a Nejsvětějšího srdce Ježíšova. Varhany z roku 1933 od krnovské firmy Rieger disponují 20 rejstříky a 1501 píšťalami. Ve zvonici visí tři zvony: nejstarší umíráček, Velikonoční zvon z roku 1921 od chomutovské firmy Richarda Herolda a malý zvon přenesený z místní kaple Kalvárie.
Kolem kostela se rozprostírá zrušený hřbitov s řadou dochovaných památkově chráněných náhrobků. Autorem sedmi z nich je drážďanský dvorní sochař Franz Pettrich (1770–1844). Severně od kostela stojí barokní sousoší se svatým Janem Nepomuckým a také bronzová socha Raněný od Ferdinanda Opitze (1885–1956). Pozdně barokní budovu fary z roku 1783 zdobí znak Salm-Reifferscheidtů.

## Pověst o založení kostela
K založení šenovského kostela se váže stará pověst. Ves Šenov se rozrůstala, stále však neměla vlastní kostel. Místní proto museli na bohoslužby docházet do kostela svatého Šimona a Judy v sousední Lipové. Rozhodli se tedy postavit si vlastní svatostánek. Dlouze zvažovali mezi dvěma místy: první se nacházelo nad potokem uprostřed vsi a před lety se tam našel kalich, druhým místem byl kopec zvaný „Urberg“ (Prakopeček). Nakonec vybrali Urberg. Šenovští sem začali vozit stavební materiál, avšak než se začalo stavět, došlo k tragické události. Jednu neděli o půlnoci si dali na místě schůzku milenci Lisa (Elizabeth), dcera místního kováře, a Phillip, chasník a odpůrce stavby kostela na Urbergu. Společně prosili Boha, aby se stali prvním párem, který bude v novém kostele oddán. Když však řekla Lisa „Amen“, Phillip jí prý ze žárlivosti bodl dýku do srdce. Druhý den ráno nalezli Šenovští na Urbergu Lisino bezvládné tělo. Krom toho byl všechen stavební materiál záhadně přemístěn na místo, kde se před lety nalezl kalich. Podezření z vraždy padlo ihned na Phillipa, který po tomto činu uprchl. Brzy byl ovšem dopaden a potrestán. K trestu patřila i stavba kaple na místě mordu, jejíž zbytky najdeme dodnes a která měla nést Lisino jméno. Šenovští považovali záhadné přemístění stavebního materiálu za Boží znamení, a tak postavili svůj svatostánek uprostřed vsi v místech, kde stojí dnešní kostel.

## Historie

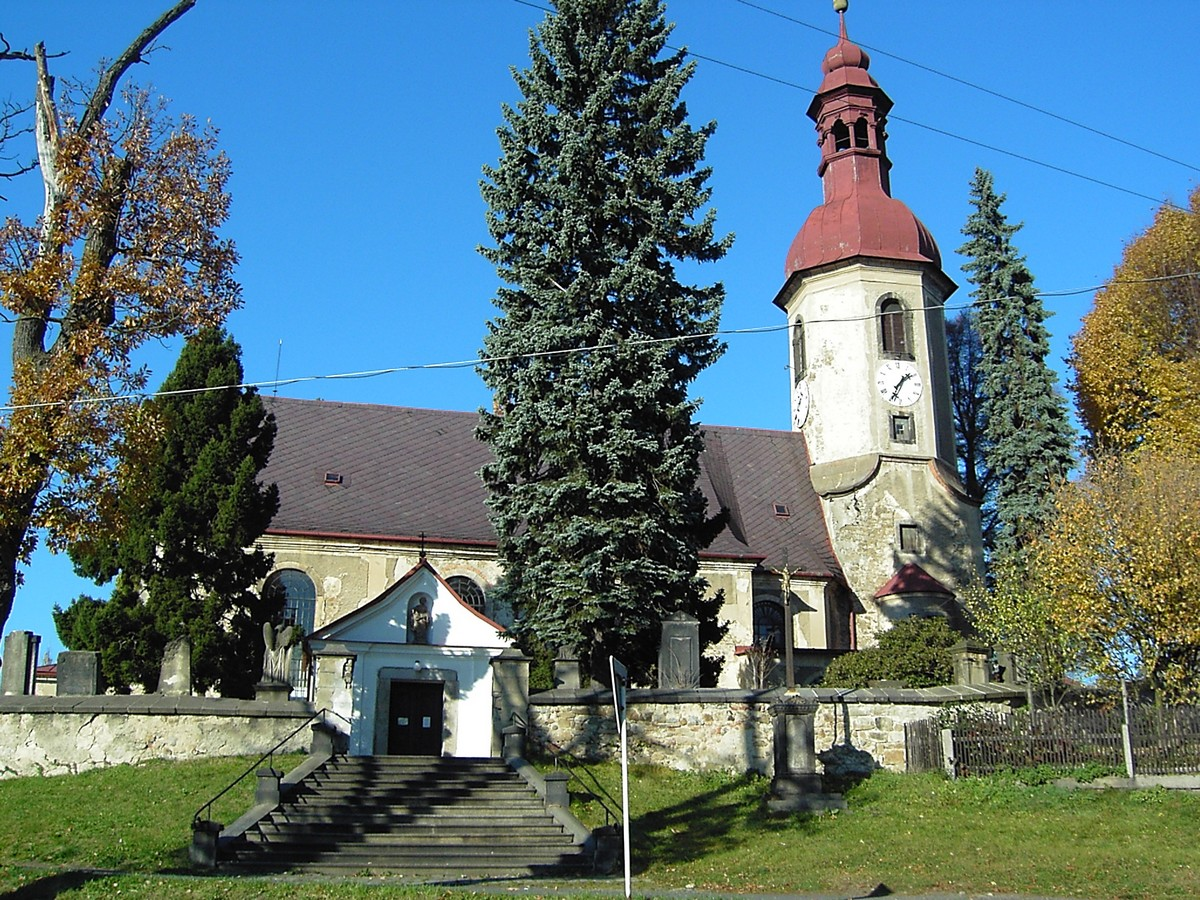
Kostel před rekonstrukcí (2005)

Výstavba prvního šenovského kostela není v písemných pramenech zachycena. Starší vlastivědná literatura kladla první písemnou zmínku do roku 1346, ta však byla vyvrácena archivním výzkumem. Kostel prvně uvádějí urbáře z let 1445 a 1446, které nechali vypracovat Berkové z Dubé, majitelé hohnsteinského panství. Na konci 15. století jej zmiňuje Matrika míšeňského biskupství. V této době náležel k arcikněžskému stolci v nedalekém městě Sebnitz, kam také odváděl roční poplatek dvě marky. Podoba prvního kostela není známá; patrně se jednalo o nevelkou dřevěnou či hrázděnou stavbu. V souvislosti s růstem vsi však přestal kostel vyhovovat jak kapacitně, tak svým stavem. Přestože se nejčastěji uvádí, že pravděpodobně v letech 1585–1590 byla vybudována nová stavba v renesančním slohu, podle nejstarší nápisové desky z roku 1577 umístěné na vnější zdi může být stavba ještě starší a pochází tak patrně ze 70. let 16. století. Protože další stavební úpravy byly jen dílčí, patří kostel svatého Bartoloměje k nejstarším kostelům ve Šluknovském výběžku.
Stavba nového svatostánku probíhala v době, kdy samostatné lipovské panství vlastnili Schleinitzové, za kterých se na celém panství rozšířila reformace. Nově postavený kostel tak byl protestantský, a to až do 60. let 17. století, kdy došlo za faráře Stefana Cometha (ve farnosti v letech 1659–1666) k úplné rekatolizaci vsi. Po jeho odchodu kostel kvůli nedostatku katolických duchovních spravovali faráři z Lipové, správního střediska panství. Prvním samostatným farářem po více než sto letech byl od roku 1782 Josef Hesse z Vlčí Hory. Na konci 17. století a v průběhu 18. století se kostel dočkal několika stavebních úprav (například od neustadtského stavitele Balthasara Hilleho), jejichž přesná datace však není kvůli nedostatku pramenů možná. Záznamy uvádějí pouze jednu úpravu, a to přestavbu věže. Roku 1780 byl snesen její vršek a za 500 zlatých nově dostavěn v barokní úpravě. Přístavba předsíně na jižní straně kostela pochází nejpozději z této doby. V dalších staletích nebyly provedeny významnější stavební úpravy. Během světových válek ztratil kvůli rekvizicím většinu zvonů. Bezprostředně po skončení druhé světové války se uskutečnila oprava krytiny věže a v 60. letech 20. století proběhla rekonstrukce fasády. Přitom byla zvolena nevhodná technologie, která vedla v následujícím období k postupné degradaci vnějších omítek. Rozsáhlou rekonstrukcí prošel kostel roku 2015. Během ní byly kompletně opraveny vnější omítky, dále krytina kostelní věže a okolní prostranství na místě původního hřbitova.
Kostel je ve vlastnictví Římskokatolické farnosti Velký Šenov a od 6. června 2000 podléhá památkové ochraně. Ze šluknovského arciděkanství jej excurrendo spravuje osobní arciděkan P. Pavel Procházka. Pravidelné bohoslužby se konají ve čtvrtek od 18.00 a v neděli od 10.30.
Duchovní správci kostela jsou uvedeni na stránce: Římskokatolická farnost Velký Šenov.

## Popis

### Exteriér

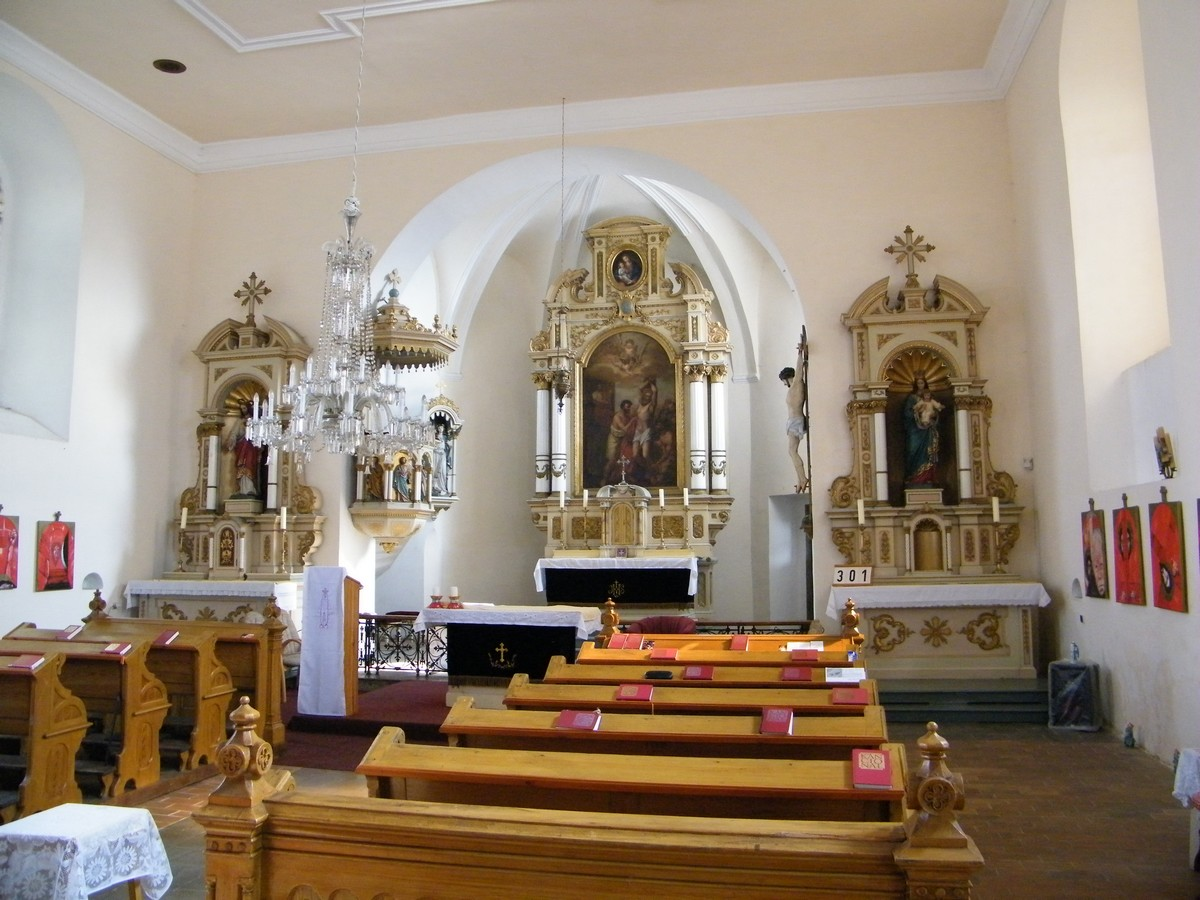
Interiér kostela (2017)

Kostel svatého Bartoloměje je orientovaná jednolodní, původně renesanční, stavba s barokními úpravami. Loď na východě zakončuje pětiboký presbytář s věží, na které navazuje přízemní sakristie. Západní stěnu doplňuje přízemní předsíň a jižní průčelí mladší, pozdně barokní předsíň, vedle které je umístěný misijní kříž. Vnější fasáda kostela je po poslední rekonstrukci z roku 2015 hrubá, šedá, členěná hladkými okrovými lizénami a odpovídá původnímu stavu. Okna zakončuje půlkruhový oblouk a dvě z nich na severní stěně vyplňují vitráže. V západní stěně je zazděna rozeta. Na renesanční čtyřboký základ nasedá osmiboká pozdně barokní věž zakončená cibulovitou bání. Hodiny z roku 1903 zhotovila vídeňská firma Liebig. Střechu kostelní lodi kryje břidlice, zatímco střechu věže plech.

### Interiér
Strop kostelní lodi je plochý a zdobí jej freska s motivem Zmrtvýchvstání Páně z roku 1723 od Johanna Michaela Faranschona z Chomutova. Podvěží zaklenuje klášterní klenba s lunetami, presbytář pak paprsčitá křížová klenba doplněná imitovanými štukovými žebry. Vnitřní vybavení kostela je mladší než samotná stavba a pochází převážně z období baroka a klasicismu. Klasicistní hlavní oltář zdobí obraz znázorňující umučení svatého Bartoloměje. Malbu datovanou rokem 1820 vytvořil Heinrich Gotthold Arnoldi ze saských Drážďan. Hlavní obraz doplňuje menší vyobrazení Madony. V presbytáři se dále nachází dřevěný krucifix, kazatelna a soška svaté Anežky Římské. Dva postranní oltáře jsou zasvěceny Panně Marii a Nejsvětějšímu Srdci Ježíšovu. Při západní stěně stojí dřevěný kůr, avšak původně dvoupatrové galerie zanikly v období po druhé světové válce. Na stěnách lodi visí novodobé ztvárnění křížové cesty. Na severní stěně byla původně umístěna prosklená schránka s ostatky mučedníka Gratiosa, které daroval místní rodák, litoměřický biskup Augustin Bartoloměj Hille (1786–1865).

### Varhany

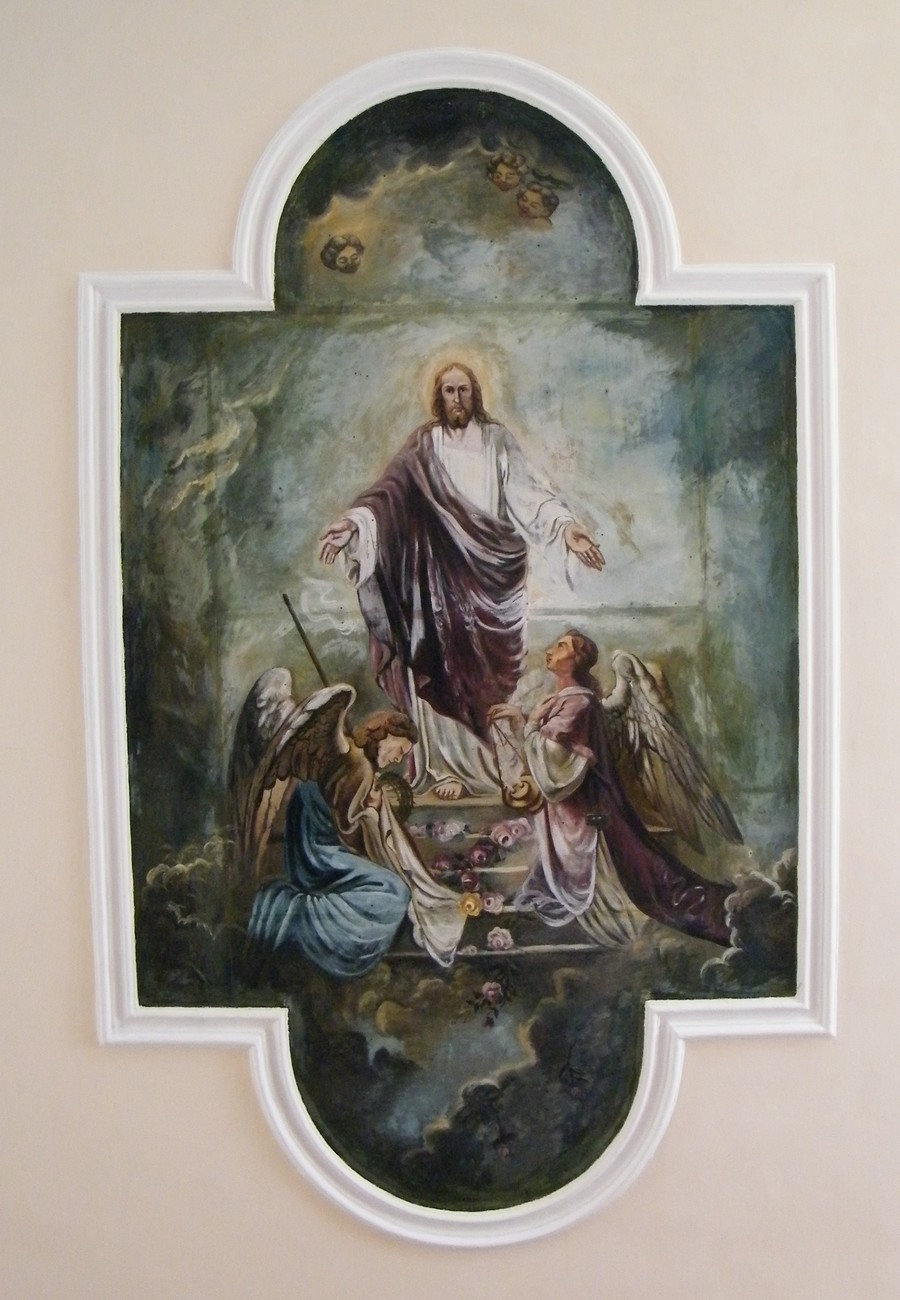
Andělská adorace Zmrtvýchvstalého Krista (2017)

Nejstarší varhany zachycené v písemných pramenech vyrobil roku 1695 děčínský varhanář Johann Caspar Neumann. Roku 1722 je nahradil nový nástroj disponující celkem čtrnácti rejstříky z dílny českokamenického Tobiase Franze Flecka mladšího (1671–1751). Po několikerých úpravách definitivně dosloužil roku 1844, kdy jej nahradil rovněž čtrnáctirejstříkový nový nástroj z libouchecké dílny bratří Franze, Josefa a Antona Fellerových. I přes generální opravu a připojení elektrického ventilátoru v roce 1928 byly již varhany hodnoceny jako zastaralé. Ve městě proto vznikl spolek pro pořízení nových varhan, které dodala roku 1933 krnovská firma bratří Riegerů. Slavnostně byly požehnány 14. září téhož roku a zároveň prvně zazněly během koncertu pod vedením regenschoriho Hermanna Konrada (1905–1986). Nástroj disponuje dvaceti rejstříky a celkem 1 501 píšťalami. Jejich pořizovací cena dosáhla částky 76 200 korun.

### Zvony
První zvon pro šenovský kostel dal odlít roku 1621 u českokamenického zvonaře Andrease Gause místní luterský pastor Balthasar Opitz (ve farnosti v letech 1620–1624). Zvon vážil 1 214 kilogramů a nápis na něm sděloval: „Anno 1621. O! Mensch lass dir niemand so lieb sein, als das Leiden Christi des Herrn dein. Betrachte stets sein Leiden und Sterben, ewiglich sollst du nicht verderben. Wer auf Gott vertraut hat wohl gebaut, im Himmel und auf Erden.“ (česky „Léta páně 1621. O! člověče, nemiluj nikoho tak, jako utrpení Krista, tvého Pána. Když budeš myslet vždy na jeho utrpení a smrt, nikdy nic nepokazíš. Kdo v Boha věří, dobře staví, v nebi i na zemi.“). Zvon pravidelně vyzváněl až do roku 1807, kdy prasknul a musel být nově přelit.
Roku 1903 přibyly tři nové zvony, které zhotovila firma M. a C. Ohlsen z německého Lübecku. Ladily do tónů Es, G a B a vážily 1 100, 615 a 300 kilogramů. Dne 14. června je požehnal okresní vikář Jacob Kasper. Tři ze čtyř zvonů však padly již v únoru a srpnu 1917 za oběť rekvizicím první světové války, ušetřen byl pouze umíráček zvaný „Wandlungsglöcklein“.
Po válce se místní farníci složili na čtyři nové zvony od Richarda Herolda z Chomutova za cenu 164 000 korun. Ty se poprvé slavnostně rozezněly 20. listopadu 1921, kdy je požehnal pražský světící biskup Wenzel Anton Frind (1843–1932), rodák ze sousední Lipové. Největší zvon nesl jméno svatý Bartoloměj, vážil 1 230 kilogramů, v průměru měřil 132 centimetrů, ladil do tónu Es a nesl nápis: „Nur ewigen und ersten Dingen sei ihr metallner Mund geweiht.“ (česky „Jen věčným a nejlepším věcem budiž jeho kovová ústa zasvěcena.“). Na druhé straně bylo uvedeno věnování a datace. Druhý zvon se jmenoval Panna Marie, vážil 790 kilogramů a ladil do tónu Fis, třetí zvon byl pojmenován svatý Josef, vážil 360 kilogramů a zněl tónem Ais. Nápisy z druhého a třetího zvonu nejsou známé. Čtvrtý a zároveň nejmenší Velikonoční zvon vážil 202 kilogramů, měl průměr 75,5 centimetru a zněl tónem Des. Na přední straně byl umístěn nápis „Osterglocke töne froh und laut für jeden, der auf Gott vertraut!“ (česky „Velikonoční zvone, zni radostně a hlasitě každému, kdo věří v Boha!“), na zadní straně pak věnování „Gewidmet vom Osterreiter – und Ostersängerverein Groß – Schönau i. B.; 1921, Alleluja!“ (česky „Věnováno spolkem Velikonočních jezdců a Velikonočních pěvců, Velký Šenov v Čechách; 1921, Aleluja!“).
Nové zvony však nevydržely v kostele dlouho. Již v březnu 1942 musely být tři největší opět odevzdány pro válečné účely, ve věži tak zbyly jen nejmenší Velikonoční zvon a umíráček, který přežil jako jediný obě světové války. Po skončení druhé světové války k nim přibyl zvon z místní kaple Kalvárie.

## Okolí kostela
Prostranství kolem kostela uzavírá kamenná zeď. Původní kostelní hřbitov připomíná sedmnáct barokních, rokokových a klasicistních náhrobků, které rovněž podléhají památkové ochraně. Autorem sedmi z nich je drážďanský dvorní sochař Franz Pettrich (1770–1844). Hlavní přístup ke kostelu tvoří schodiště umístěné jižně od stavby. V severní části prostranství je umístěna bronzová socha Raněný z roku 1929 (slavnostní odhalení však proběhlo roku 1930), jejímž autorem je akademický sochař Ferdinand Opitz (1885–1956). V severovýchodním rohu areálu stojí barokní sousoší se sochami svatého Jana Nepomuckého, svatého Václava a svatého Floriána, které pochází z roku 1724 a jehož autorem je místní sochař Georg Riedel. Jihovýchodně od kostela stojí pozdně barokní fara z roku 1783, za kterou se původně nacházela veliká stodola. Plány pro stavbu fary zhotovil pražský architekt Antonín Schmidt (1723–1783). Štít na průčelí stavby zdobí kamenný znak Salm-Reifferscheidtů, majitelů lipovského panství. Celý areál doplňuje malý park. Původní klasicistní hřbitovní kaple z počátku 18. století přestala být, spolu s kostelním hřbitovem, využívána po roce 1873. Nevyužívaná stavba v dalších letech chátrala, až byla roku 1923 zbořena.

## Galerie

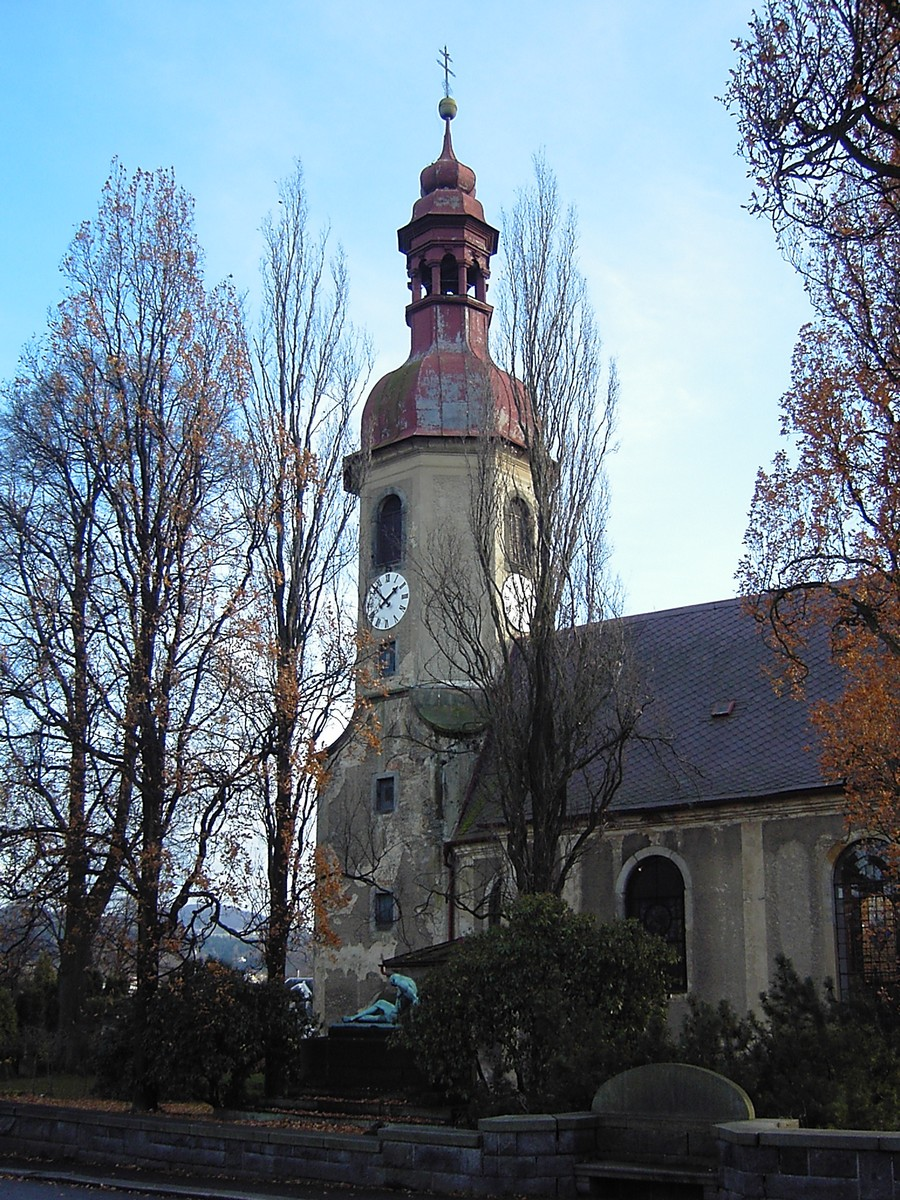
Severní stěna před rekonstrukcí (2005)
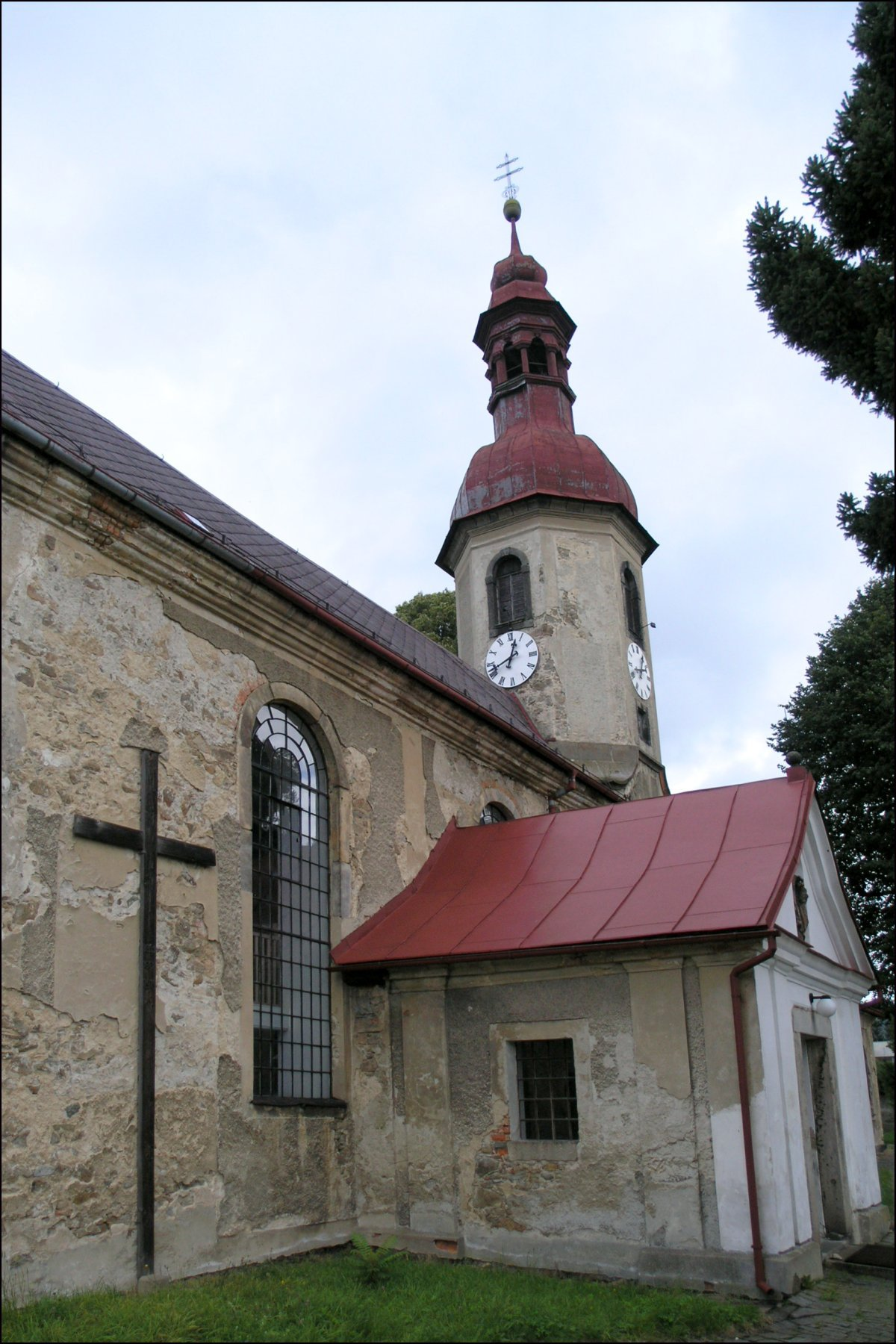
Jižní stěna před rekonstrukcí (2007)
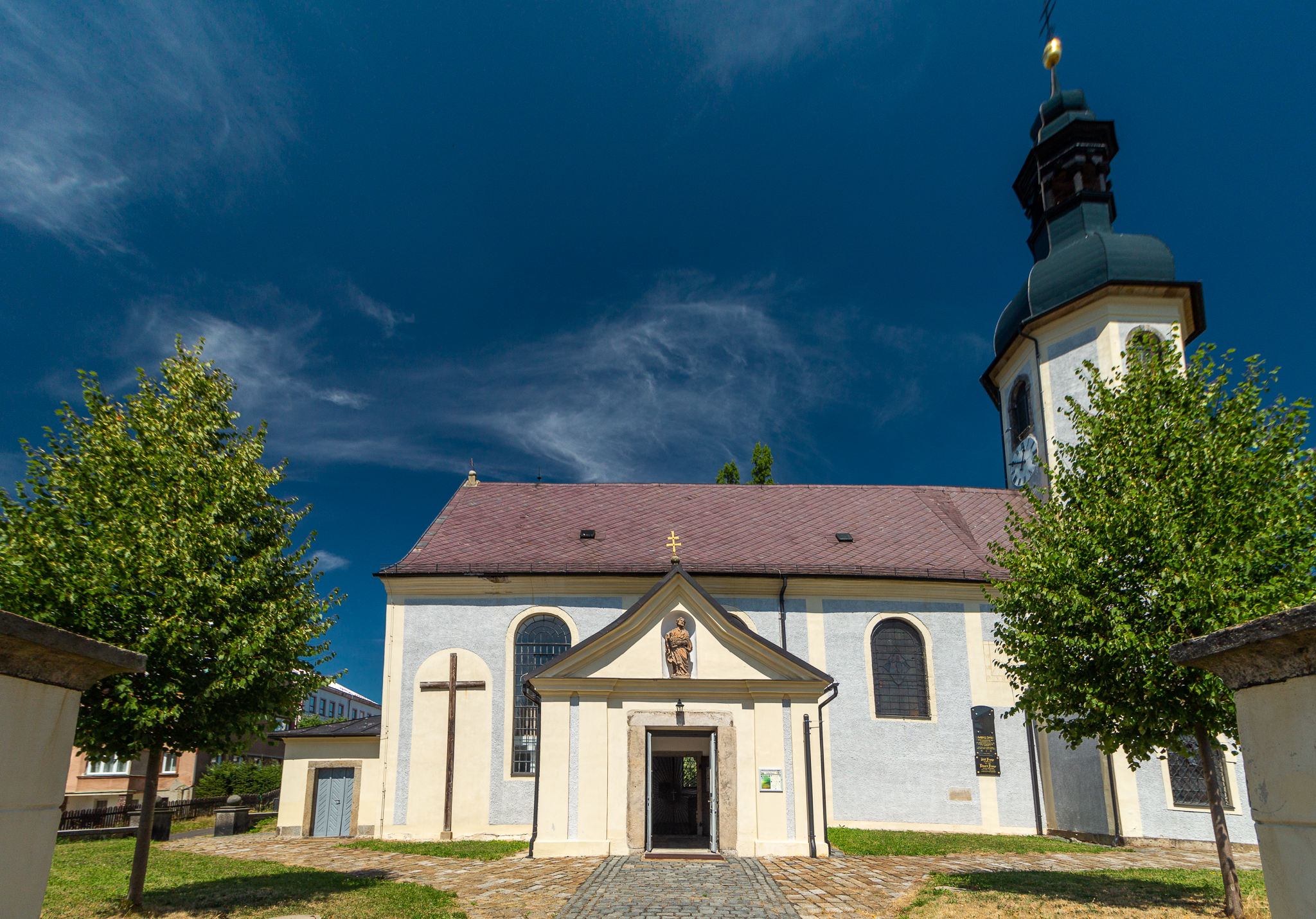
Jižní stěna s předsíní (2022)
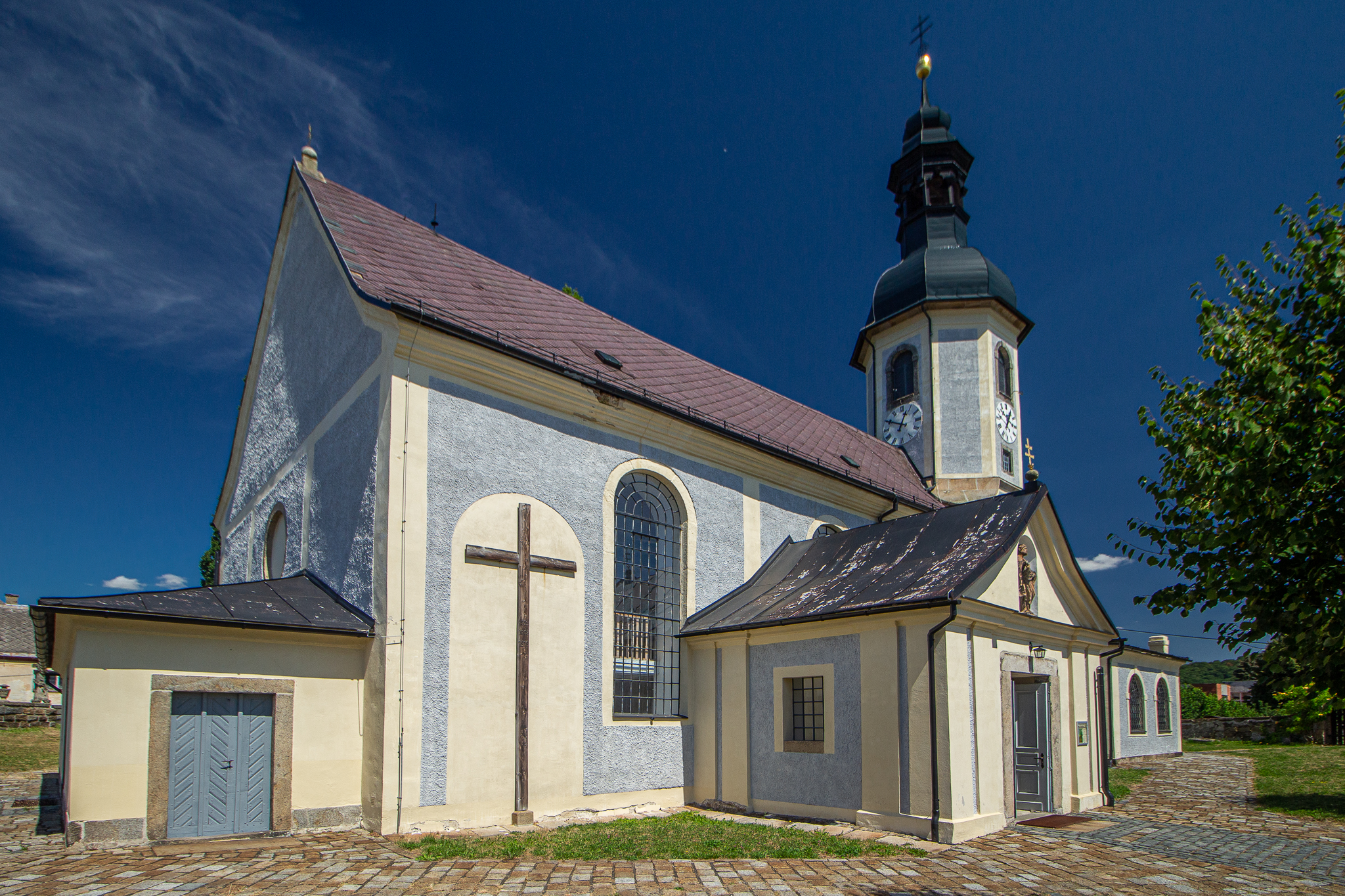
Jihozápadní pohled (2022)
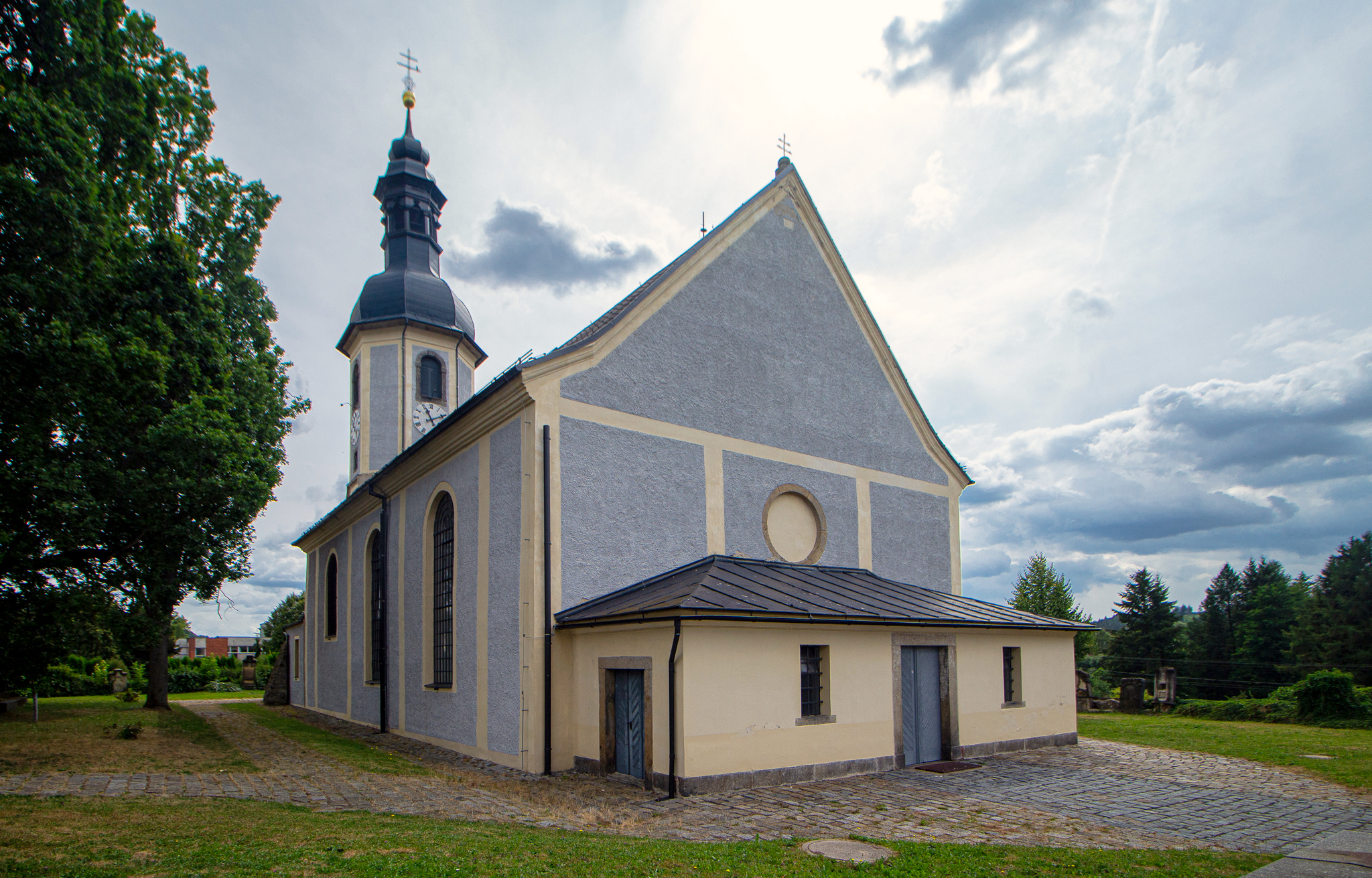
Západní stěna (2022)
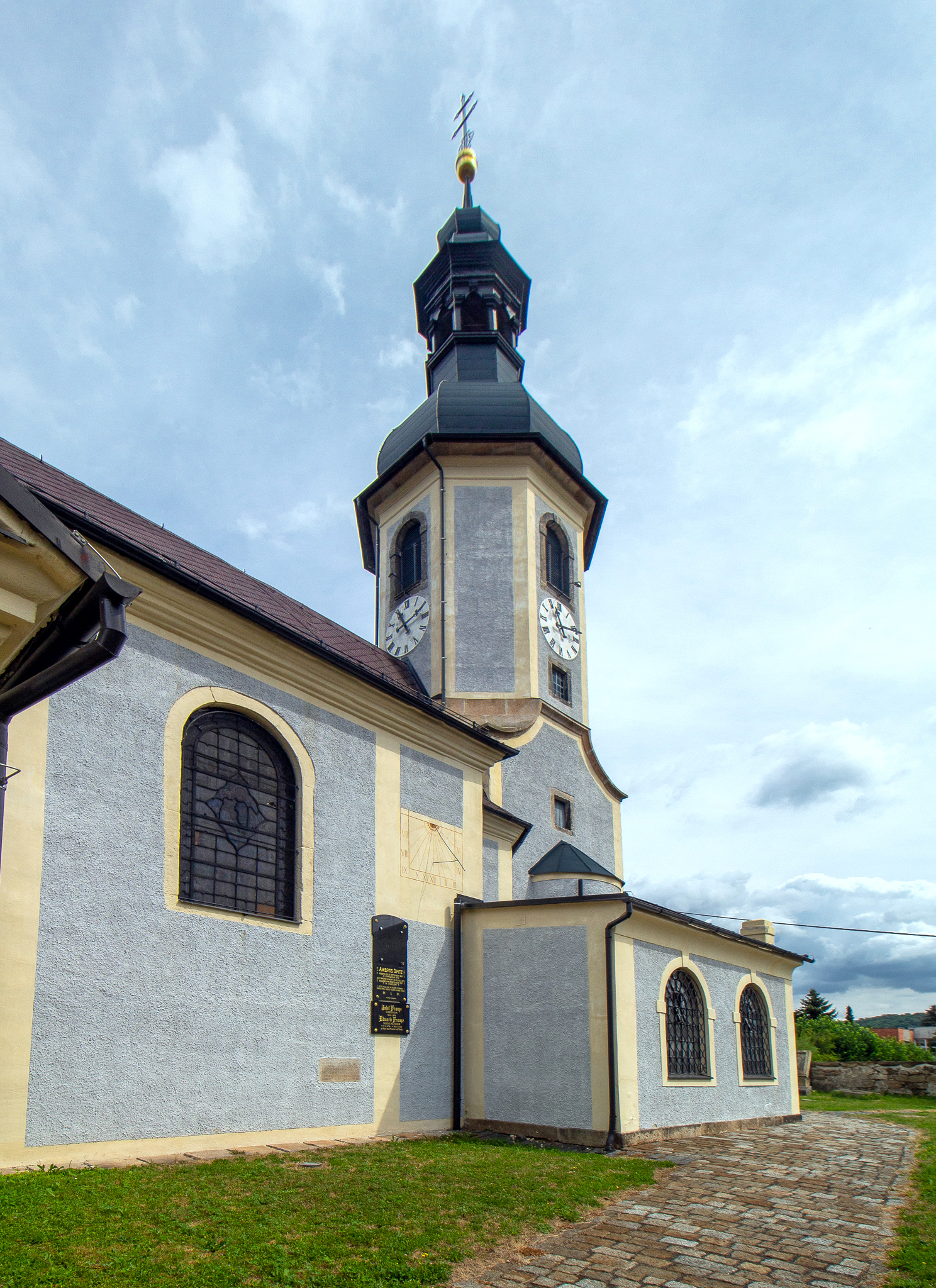
Věž a sakristie (2022)
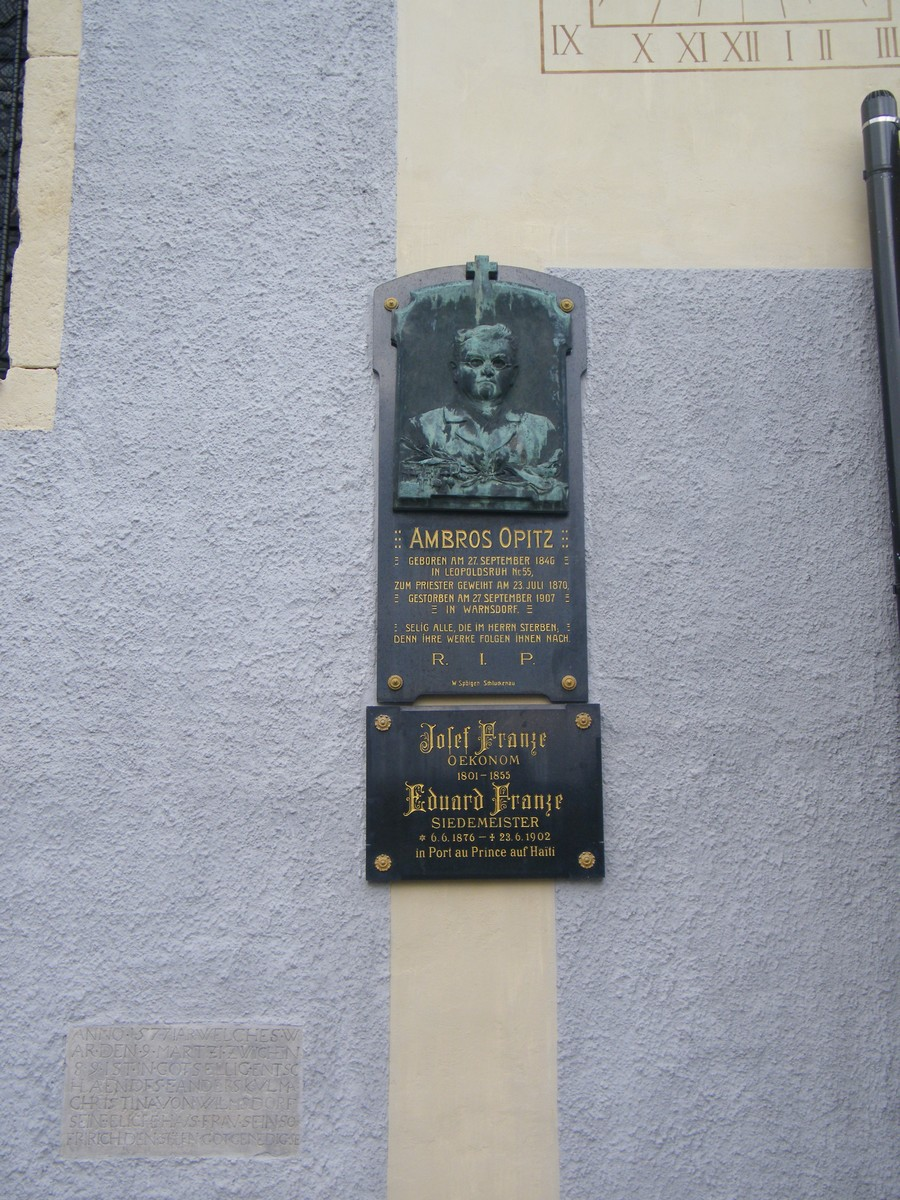
Epitaf na zdi kostela (2015)
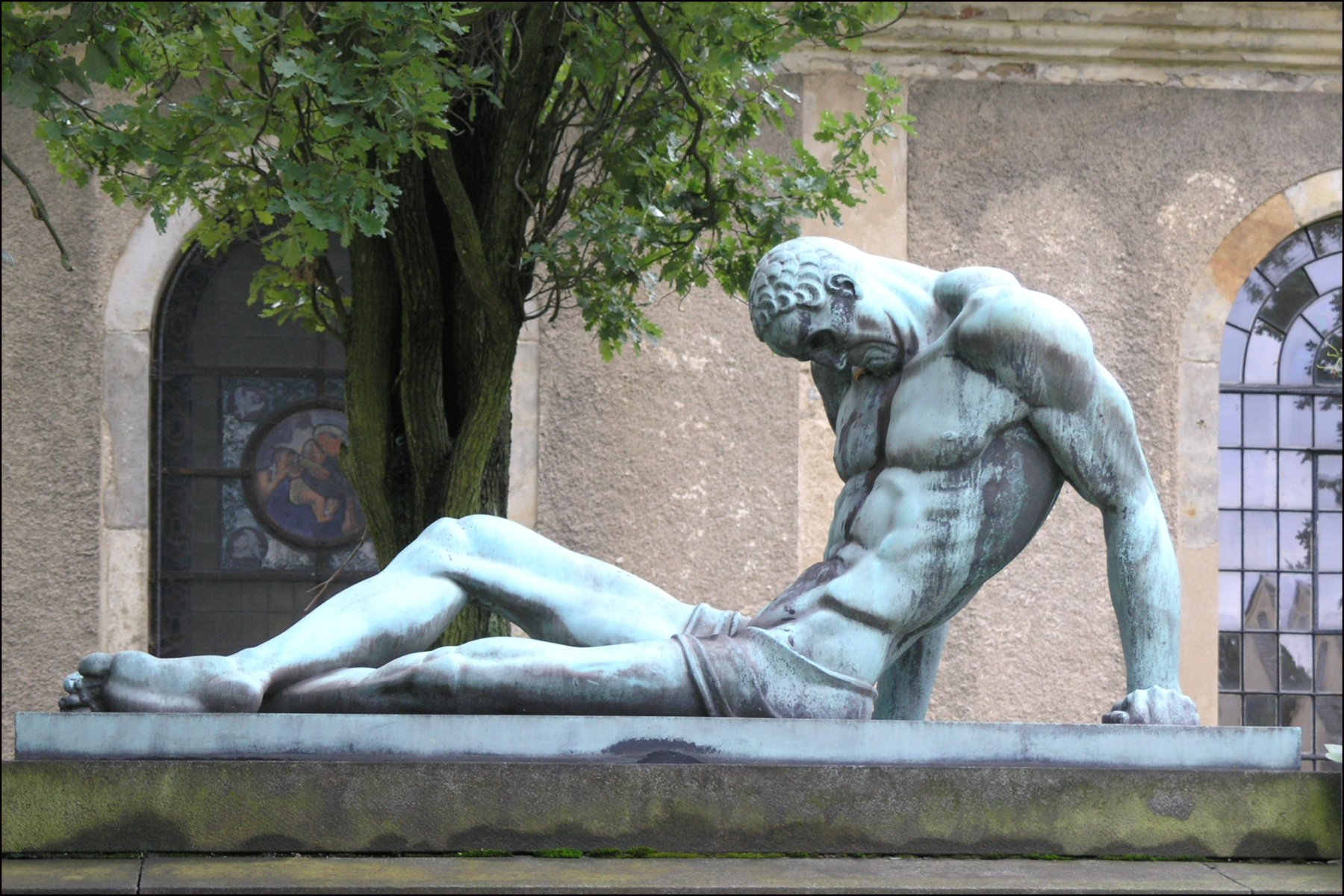
Socha Raněný (2007)
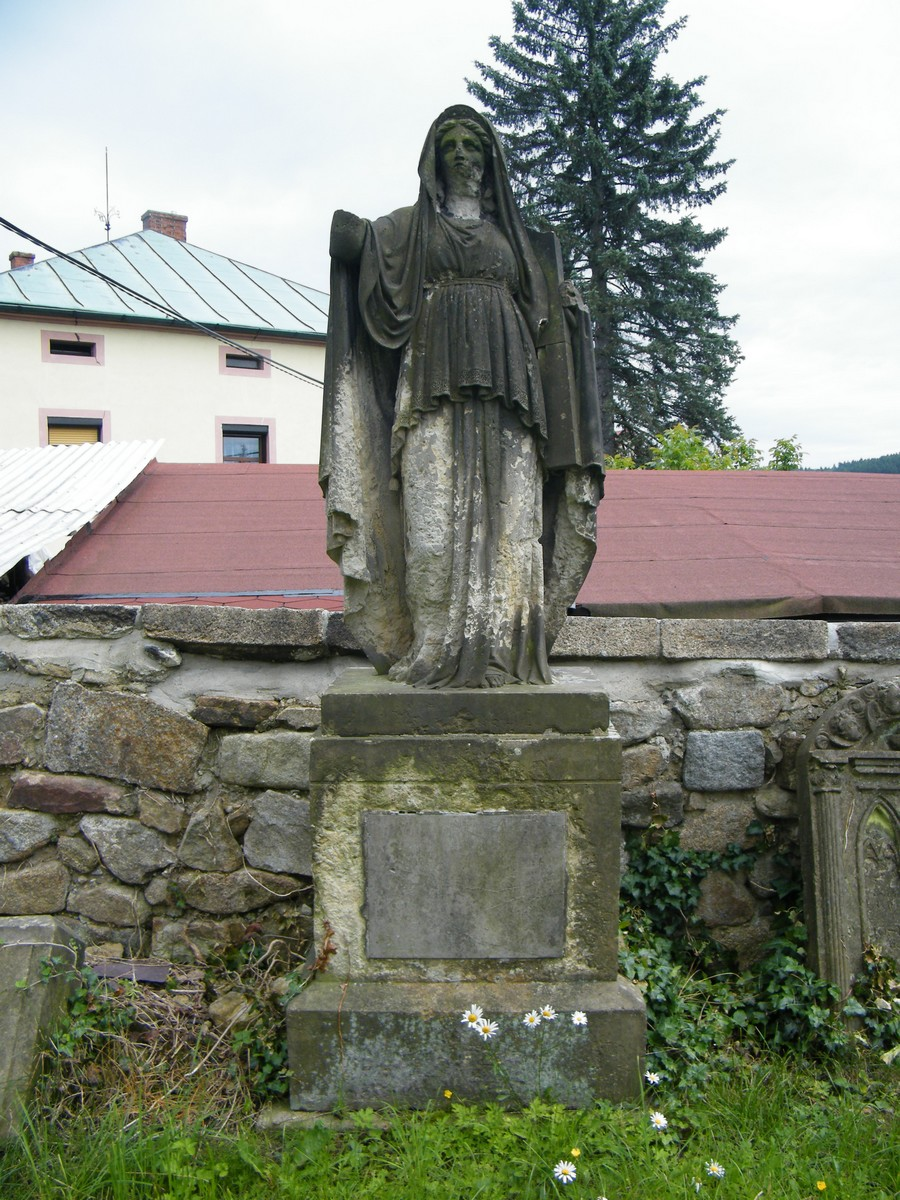
Náhrobek od Franze Pettricha (2016)
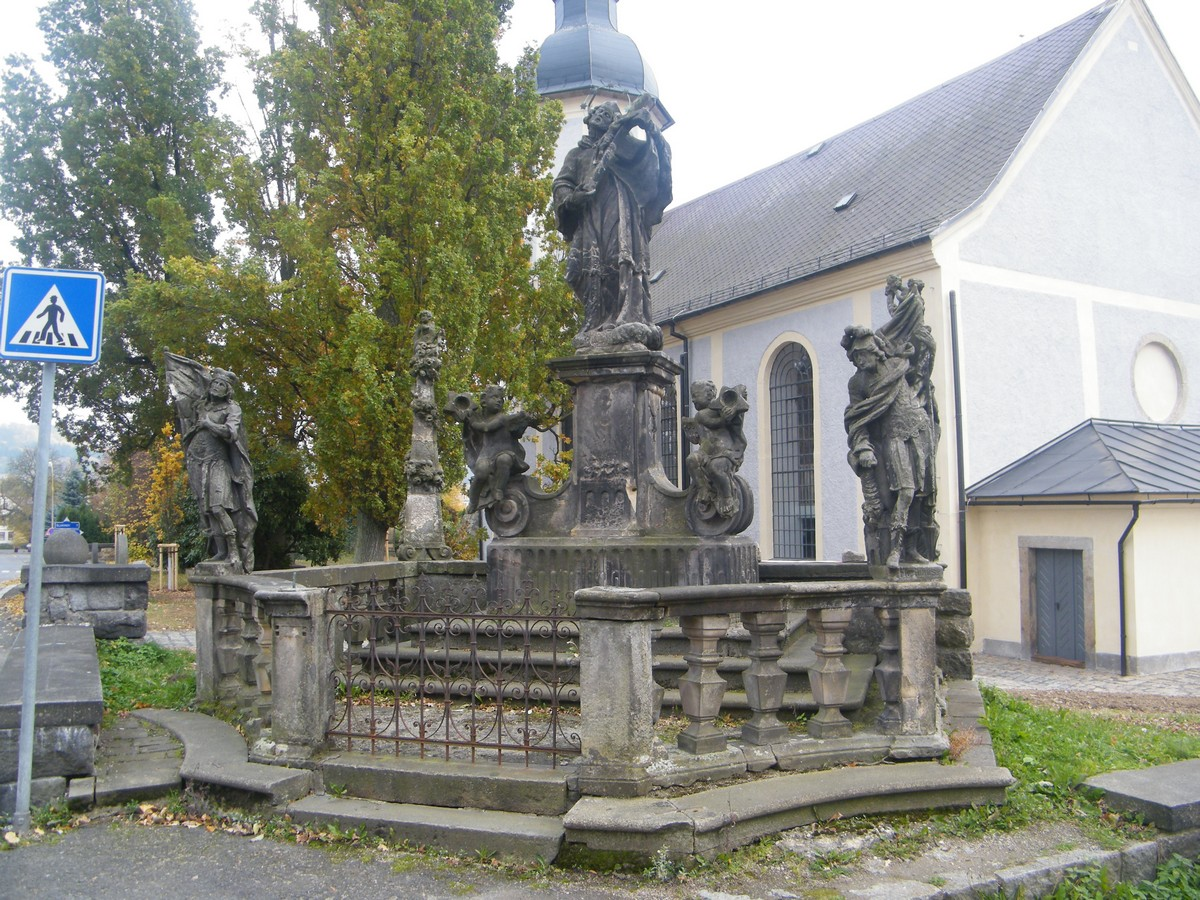
Barokní sousoší (2015)